# Pat O'Connor
Pat O'Connor (North Vernon, Indiana, 9 oktober 1928 – Indianapolis, Indiana, 30 mei 1958) was een Amerikaans Formule 1-coureur. Hij nam deel aan de Indianapolis 500 tussen 1954 en 1958, waarin hij geen punten scoorde en zijn beste resultaat een achtste plaats was (tweemaal). Hij kwam tijdens de eerste ronde van de Indianapolis 500 van 1958 om het leven nadat zijn auto in brand vloog.